# Demokratyczna Republika Konga na Mistrzostwach Świata w Lekkoatletyce 2013
Demokratyczna Republika Konga na Mistrzostwach Świata w Lekkoatletyce 2013 – reprezentacja Demokratycznej Republiki Konga podczas Mistrzostw Świata w Moskwie liczyła 1 zawodnika, który nie zdobył medalu.

## Występy reprezentantów Demokratycznej Republiki Konga
| Konkurencja            | Zawodnik              | Preeliminacje | Preeliminacje | Eliminacje | Eliminacje | Półfinał | Półfinał | Finał    | Finał   |
| Konkurencja            | Zawodnik              | Rezultat      | Pozycja       | Rezultat   | Pozycja    | Rezultat | Pozycja  | Rezultat | Pozycja |
| ---------------------- | --------------------- | ------------- | ------------- | ---------- | ---------- | -------- | -------- | -------- | ------- |
| Bieg na 100 m mężczyzn | Hugues Tshiyinga Mafo | 11,11         | 18.           | NQ         | NQ         | NQ       | NQ       | NQ       | NQ      |